# بتا اژدها
بتا اژدها سومین ستاره از نظر بزرگی در صورت فلکی اژدها است.